# Atractus andinus
Atractus andinus — вид змій родини полозових (Colubridae). Ендемік Колумбії.

## Поширення і екологія
Atractus andinus відомі за типовим зразком, зібраним в Колумбійських Андах, в департаменті Антіокія на північному сході країни. Вони живуть в тропічних лісах.